# Cueva de Morne-Rita
La Cueva de Morne-Rita (en francés: Grotte de Morne-Rita) es una cueva decorada y abierta en un lugar llamado "Mathurine" en Capesterre-de-Marie-Galante en la isla de Marie-Galante en el departamento de Guadalupe una dependencia de Francia en el Caribe. El sitio está clasificado como monumento histórico desde 1983.
Esta cueva natural abierta fue descubierta en 1970 con una fauna endémica variada que data de -30.000 años y con los primeros asentamientos de nativos americanos en la isla de Marie- Galante con "Cerámicas recientes" de entre el año 800 y 15.00 asociado con la Cultura saladoïde. El sitio contiene bastante petroglifos simples tipo antropomorfos.
Desde su descubrimiento, es un sitio de investigación arqueológica, cerrado al público, coordinado por el Centro Nacional de Investigación Científica. Fue clasificado como monumento histórico el 30 de mayo de 1983.